# Позовиці
Позовиці (пол. Pozowice) — село в Польщі, у гміні Скавіна Краківського повіту Малопольського воєводства.
Населення — 693 особи (2011).
У 1975-1998 роках село належало до Краківського воєводства.

## Демографія
Демографічна структура станом на 31 березня 2011 року:
|          | Загалом | Допрацездатний вік | Працездатний вік | Постпрацездатний вік |
| -------- | ------- | ------------------ | ---------------- | -------------------- |
| Чоловіки | 320     | 83                 | 212              | 25                   |
| Жінки    | 373     | 83                 | 230              | 60                   |
| Разом    | 693     | 166                | 442              | 85                   |